# Camel Up
Camel Up es un juego de mesa para entre dos y ocho jugadores creado por el diseñador de juegos Steffen Boge y publicado en 2014 por Pegasus Spiele.
Cinco camellos, de color blanco, azul, naranja, verde y amarillo, dando vueltas a un circuito. Dentro de una pirámide de cartón hay cinco dados, que indican en cada caso qué camello se mueve y cuántas casillas. En cada turno, el jugador tumba la pirámide y activa el disparador; entonces cae uno de los dados del interior que indica cómo debe moverse el camello correspondiente. Cuando un camello cae en una casilla previamente ocupada por otro, se apila en lo alto, de lo que deriva el título del juego. Si hay un apilamiento de camellos se mueve como un bloque, de forma que un camello puede avanzar aunque no haya salido su dado, pero solo se mueve el camello correspondiente y todos los que estén encima de él, quedando atrasados los de abajo. Interesa, por tanto, colocar el camello en lo alto de cada pila.
Los jugadores apuestan qué camello quedará primero y último en cada carrera colocando unas cartas del color correspondiente y ganando más o menos monedas en función del resultado y del orden de apuesta (quien primero se arriesga a decidir quién es el vencedor y el derrotado gana más monedas que quienes imitan la jugada). Se puede apostar a más de un camello, pero si las fichas no quedan en las tres primeras posiciones, se pierde la cantidad apostada y se obtiene una penalización, por lo que se debe decidir estratégicamente dónde se emplea el dinero. Para complicar la carrera, existen unas fichas de desierto que hacen que cada camello avance o retroceda casillas y que pueden alterar el resultado de la carrera.
Una carrera consta de varias rondas, cada una de ellas hasta que han salido los cinco dados de cada color. El juego termina cuando finaliza la ronda después de que uno de los camellos haya llegado a la línea de meta. Aunque varios camellos crucen esa línea en la misma ronda, se considera ganador al primero de ellos. Como nadie sabe cuáles son las apuestas de los adversarios hasta que acaba la carrera, cada jugador debe mover las fichas pensando en su apuesta y tratando de perjudicar la estrategia que deduce que tienen los rivales.

## Premios y nominaciones
Entre otras distinciones, Camel Up ha obtenido las siguientes:
- 2014 Ganador del premio Spiel des Jahres
- 2014 Finalista en el premio Juego del Año
- 2014 Nominado al premio Golden Geek en la categoría de mejor juego de mesa familiar.